# Лассе Гальстрем
Ларс Свен «Лассе» Гальстрем (швед. Lasse Hallström; нар. 2 червня 1946) — шведський режисер. Створив майже всі музичні відеокліпи гурту ABBA, згодом став режисером художніх фільмів. Номінований на премію Оскар за найкращу режисерську роботу за фільми «Моє собаче життя» (1985), «Правила виноробів» (1999) та «Шоколад» (2000).

## Біографія
Гальстрем народився у Стокгольмі. Його батько був стоматологом, а мати — письменницею Карін Ліберг (1907—2000). Його дідусь по матері, Ернст Ліберг, був міністром фінансів у першому кабінеті Карла Гюстава Екмана (1926—1928) та лідера Ліберальної партії Швеції (1930—1933).
Гальстрем відвідував музичну школу Адольфа Фредрика в Стокгольмі. Як режисер дебютував у 1973 році знявши комедійний телесеріал «Pappas pojkar» для шведського телебачення. У 1974—1982 роках співпрацював зі шведським гуртом ABBA над багатьма їх відеокліпами, а також фільмом 1977 року, ABBA: Фільм.
Після міжнародного успіху фільму Моє собаче життя (1985), за який він був номінований на премію Оскар, Гальстрем почав працював в американському кінематографі. Його першим американським фільмом був «Ще коло». Його першим помітним американським успіхом була стрічка «Що гнітить Гілберта Грейпа» (1993), у якій знялися Джонні Депп та Леонардо Ді Капріо.
У 1999 році Гальстрем номінований на премію Оскар за найкращого режисера за «Правила виноробів» (1999). Картина отримала шість номінацій на премію Оскар, в тому числі за найкращий фільм, Майкл Кейн здобув нагороду за найкращу чоловічу роль другого плану, а Джон Ірвінг — за найкращий адаптований сценарій.
Наступного року він зняв ще один успішний фільм «Шоколад» (2000), у ролях з Джонні Деппом, Джульєт Бінош та Джуді Денч. Фільм отримав номінації на кінопреміях «Золотий глобус», BAFTA та «Оскар», в тому числі на премію «Оскар» за найкращий фільм. Бінош і Денч отримали нагороди за найкращу жіночу роль та найкращу жіночу роль другого плану Європейської кінопремії і премії Гільдії кіноакторів.
За фільм 2001 року «Корабельні новини», в головних ролях з Кевіном Спейсі, Джуді Денч, Джуліанною Мур і Кейт Бланшетт, Гальстрем отримав статуетку Золотий ведмідь на Берлінському міжнародному кінофестивалі, а також номінації « Золотий глобус» та BAFTA.
Його фільм 2011 року «Риба моєї мрії» тричі номінований на Золотий глобус.
Його фільм "Гіпнотизер" 2012 року був відібраний як шведська заявка на премію "Оскар" за найкращий фільм іноземною мовою на 85-й церемонії вручення премії "Оскар", але не увійшов до остаточного шорт-листа.
Його фільм 2017 року "Собача мета", знятий за мотивами однойменного роману 2010 року, позиціонується як "оспівування особливого зв'язку між людьми та їхніми собаками".

## Особисте життя
Гальстрем одружився у 1974 році з актрисою Малою Гальстрем. У них народився один син Йоган (1976 р.н.). Пара розлучилася в 1981 році. У 1990 році він познайомився з актрисою Леною Олін. Вони одружилися 18 березня 1994 року. Пара проживала в Бедфорді, Нью-Йорк, і виховувала двох дітей, спільну доньку Тору (1995 р.н) та сина від першого шлюбу Лени та продюсера та режисера Ф. Огюста Рамберга (1986 р.н.). Вони також мають будинок у Стокгольмському архіпелазі.
Гальстрем є веганом.

## Відеографія
(Далі подано повний перелік усіх музичних відеозаписів ABBA, режисером яких був Лассе Холлстрьом.) 
- 1974 — «Waterloo»
- 1974 — «Ring Ring»
- 1975 — «Mamma Mia»
- 1975 — «SOS»
- 1975 — «Bang-A-Boomerang»
- 1975 — «I Do, I Do, I Do, I Do, I Do»
- 1976 — «Fernando»
- 1976 — «Dancing Queen»
- 1976 — «Money, Money, Money»
- 1977 — «Knowing Me, Knowing You»
- 1977 — «That's Me»
- 1977 — «The Name of the Game»
- 1978 — «Take a Chance on Me»
- 1978 — «Eagle»
- 1978 — «One Man, One Woman»
- 1978 — «Thank You for the Music»
- 1978 — «Summer Night City»
- 1979 — «Does Your Mother Know»
- 1979 — «Voulez-Vous»
- 1979 — «Gimme! Gimme! Gimme! (A Man After Midnight)»
- 1979 — «Estoy Soñando»
- 1980 — «Conociéndome, Conociéndote»
- 1980 — «Gracias por la Música»
- 1980 — «The Winner Takes It All»
- 1980 — «Super Trouper»
- 1980 — «Happy New Year»
- 1980 — «Felicidad»
- 1981 — «When All Is Said and Done»
- 1981 — «One of Us»
- 1981 — «No Hay A Quien Culpar»
- 1982 — «Head over Heels»

## Фільмографія
- 1975 — Хлопець та дівчина (En Kille och en tjej)
- 1977 — ABBA: Фільм (ABBA: The Movie)
- 1979 — Бути батьком (Jag är med barn)
- 1981 — Туппен (Tuppen)
- 1983 — Ми щасливі (Happy We)
- 1985 — Моє собаче життя (My Life as a Dog)
- 1986 — Діти галасливого села (Alla vi barn i Bullerbyn)
- 1987 — Детальніше про дітей із галасливого села (Mer om oss barn i Bullerbyn)
- 1991 — Ще коло (Once Around)
- 1993 — Що гнітить Гілберта Грейпа (What's Eating Gilbert Grape)
- 1995 — Є про що поговорити (Something to Talk About)
- 1999 — Правила виноробів (The Cider House Rules)
- 2000 — Шоколад (Chocolat)
- 2001 — Корабельні новини (The Shipping News)
- 2005 — Незакінчене життя (An Unfinished Life)
- 2005 — Казанова (Casanova)
- 2006 — Містифікація (The Hoax)
- 2009 — Хатіко: Вірний друг (Hachi: A Dog's Tale)
- 2010 — Любий Джон (Dear John)
- 2011 — Риба моєї мрії (Salmon Fishing in the Yemen)
- 2012 — Гіпнотизер (The Hypnotist)
- 2013 — Тиха гавань (Safe Haven)
- 2014 — Прянощі та пристрасті (The Hundred-Foot Journey)
- 2017 — Життя і мета собаки (A Dog's Purpose)
- 2018 — Лускунчик і чотири королівства (The Nutcracker and the Four Realms)
- 2025 — Карта, яка веде до тебе (The Map That Leads to You)